# Iriklinská přehrada
Iriklinská přehrada (rusky Ириклинское водохранилище) je přehradní nádrž nedaleko obce Iriklinskij na území Orenburské oblasti v Rusku. Přehradní jezero má rozlohu 260 km². Je 70 km dlouhé a maximálně 8 km široké. Průměrná hloubka je 12,7 m a maximální 34 m. Má objem 3,26 km³. Přehrada vytváří velký záliv na dolním toku řeky Suunduk. Přehradní hráz je betonová o výšce 43 m. Výkon elektrárny činí 30 MW, průměrná roční produkce pak 70 milionů KWh.

## Přítoky
- Suunduk
- Tanalyk
- Ural

## Vodní režim
Přehradní jezero na řece Uralu vzniklo za hrází Iriklinského hydrouzlu. Jeho napouštění začalo 17. dubna 1958 a skončilo 8. května 1966. Výstavba hydroelektrárny začala roku 1949 a skončila o deset let později, roku 1959. Celý proces stavby však byl vzhledem k nedostatkům techniky velmi náročný. Úroveň hladiny kolísá v rozsahu 11 m. Reguluje dlouhodobé kolísání průtoku. Hlavním důvodem pro stavbu přehrady bylo zajištění dostatku vody pro blízké obce a průmyslové závody (Orsk, Novotroick). Využívá se také pro energetiku, vodní dopravu, zavlažování a boj s povodněmi.